# Tân An (Long An)
Tân An is een stad in Vietnam en is de hoofdplaats van de provincie Long An. Tân An telt naar schatting 67.000 inwoners.